# Legal & General
Legal & General este o companie britanică de servicii financiare, care oferă asigurări, pensii și investiții.